# Anna Anatoljewna Matijenko
Anna Anatoljewna Matijenko (russisch Анна Анатольевна Матиенко, englische Transkription: Anna Anatolyevna Matienko; * 12. Juli 1981 in Prochladny als Anna Anatoljewna Lewtschenko) ist eine russische Volleyballspielerin.

## Karriere

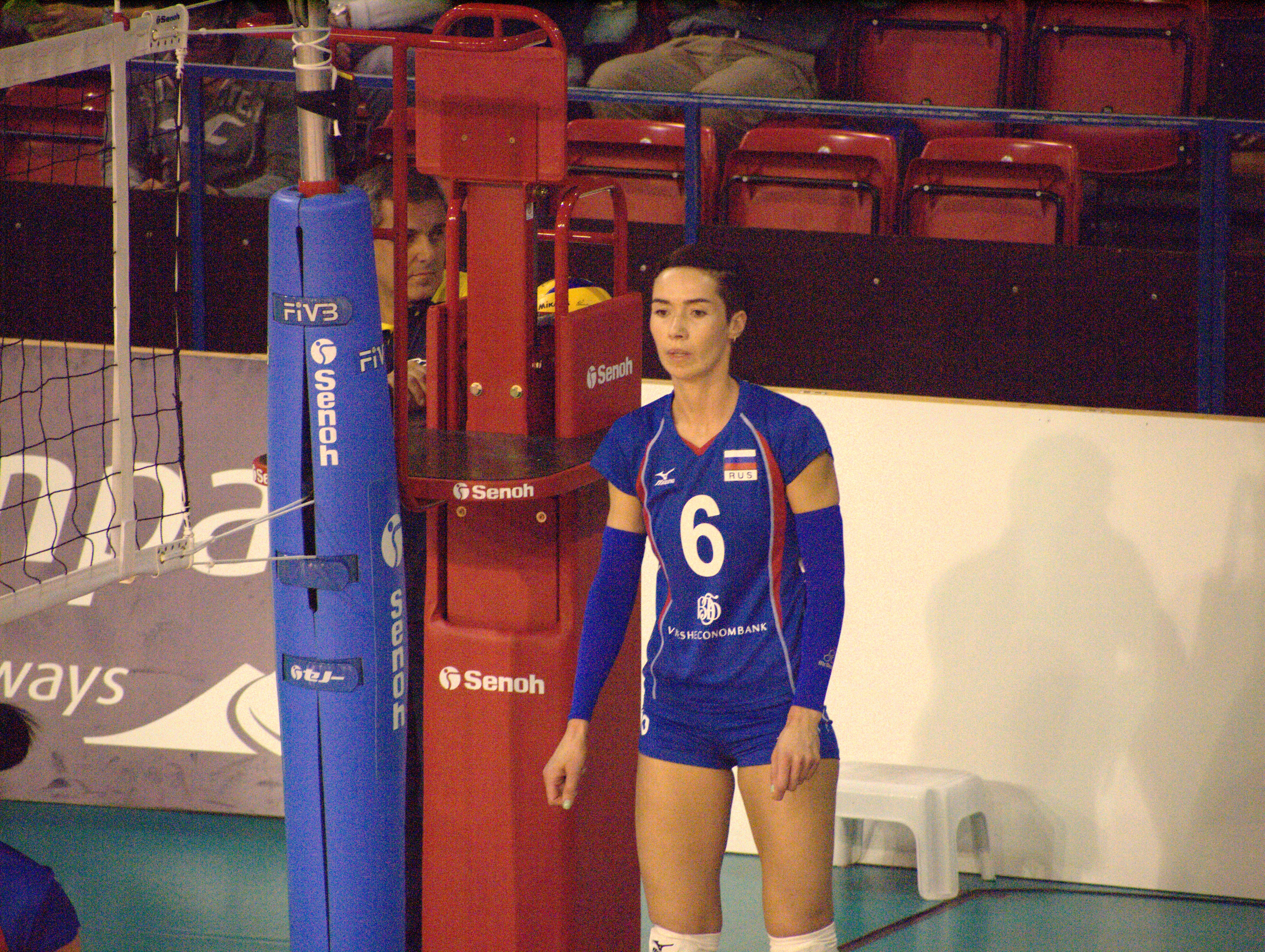
Anna Matijenko 2013

Matijenko begann ihre Karriere in der Sportschule ihrer Heimatstadt. Von 1998 bis 2000 spielte sie in Lipezk und wechselte dann zu VK Saretschje Odinzowo. Mit dem Verein gewann die Zuspielerin von 2002 bis 2004 sowie 2006 und 2007 fünfmal den russischen Pokal. 2006 wurde sie zudem Vizemeisterin und 2008 gelang schließlich der Titelgewinn in der Liga. Nach diesem Erfolg wechselte sie zum Ligakonkurrenten VK Dynamo Moskau. 2009 schaffte Matijenko mit Moskau das Double aus Pokal und Meisterschaft. In der nächsten Saison wurde Dynamo Vizemeister. 2011 gewann der Verein den Pokal, musste sich aber in der Liga erneut mit dem zweiten Platz begnügen. Im gleichen Jahr debütierte Matijenko in der russischen Nationalmannschaft. 2012 wurde Moskau zum dritten Mal in Folge Vizemeister. Die Zuspielerin nahm an den Olympischen Spielen in London teil und belegte mit Russland, das im Viertelfinale ausschied, den fünften Rang. Nach dem Turnier wechselte sie zu Sewerstal Tscherepowez. 2013 wurde Matijenko mit der Nationalmannschaft Europameisterin in Deutschland und der Schweiz und wechselte danach zu VK Dynamo Krasnodar.